# Martin
Mužské vlastní jméno Martin (ženskou formou jména je Martina) je odvozeno od jména římského boha války Marta. Martin proto znamená, volně interpretováno, bojovný, válečník, Martovi zasvěcený, Martovi oddaný, Martovi náležející.

## Statistické údaje
Následující tabulka uvádí četnost jména v ČR a pořadí mezi mužskými jmény ve srovnání dvou roků, pro které jsou dostupné údaje MV ČR – lze z ní tedy vysledovat trend v užívání tohoto jména:
| Rok       | Četnost      | Pořadí      |
| 1999      | 160 513      | 9.          |
| 2002      | 164 534      | 9.          |
| Porovnání | o 4 021 více | žádná změna |
| 2006      | 176 040      | 7.          |
| 2007      | 178 134      | 7.          |

Změna procentního zastoupení tohoto jména mezi žijícími muži v ČR (tj. procentní změna se započítáním celkového úbytku mužů v ČR za sledované tři roky 1999–2002) je +3,3 %, což svědčí o poměrně značném nárůstu obliby tohoto jména.
V roce 2007 se podle údajů ČSÚ jednalo o 8. nejčastější mužské jméno u novorozenců. V obdobném průzkumu v lednu 1999 až lednu 2005 se Martin umisťoval na 4. až 6. pozici.

## Jméno Martin v jiných jazycích
- slovensky, německy: Martin
- italsky: Martino
- rusky: Мартин
- latinsky: Мartinus
- anglicky: Martin nebo zkráceně Marty
- polsky: Marcin
- francouzsky: Martean
- nizozemsky: Maarten
- irsky: Máirtín

## Data jmenin
- v českém kalendáři: 11. listopadu
- v slovenském kalendáři: 11. listopadu
- v římskokatolickém církevním kalendáři: 11. listopadu (svatý Martin z Tours), 3. listopadu (svatý Martin de Porres), 13. dubna (svatý Martin I., papež), 26. srpna (ctihodný Martin Středa)

## Známí nositelé jména

### Církevní osobnosti
- sv. Martin z Tours
- sv. Martin de Porres
- ct. Martin Středa

- papež sv. Martin I.
- papež Martin IV.
- papež Martin V.

### Ostatní
- Martin Barre – britský kytarista
- Martin Bezděk – český judista
- Martin Bormann – německý nacistický pohlavár, osobní pobočník Adolfa Hitlera
- Martin Buber – židovský filosof rakouského původu
- Martin Van Buren – americký politik, 8. prezident Spojených států
- Martin Bursík – český politik
- Martin Carev – český youtuber
- Martin Dejdar – český herec a moderátor
- Martin Doktor – český sportovec kanoista, dvojnásobný olympijský vítěz
- Martin Donutil – český herec
- Martin Florian – český atlet, oštěpař
- Martin Fourcade – francouzský biatlonista
- Martin Fowler – britsko–americký programátor a odborný publicista
- Martin Garrix – nizozemský hudební producent a DJ
- Martin Gerschwitz – německý hudebník
- Martin Gore – britský hudebník
- Martin Havelka – český divadelní a filmový herec
- Martin Havlát – český hokejista
- Martin Hašek – český fotbalista
- Martin Heidegger – německý filosof
- Martin Hilský – český divadelní a literární vědec
- Martin Holý – český historik
- Ivan Martin Jirous – český básník
- Martin Kratochvíl – český jazzový muzikant a podnikatel
- Martin Kučera – více osob, rozcestník
- Martin Luther – německý teolog a církevní filozof
- Martin Luther King – americký bojovník za lidská práva
- Martin Maxa – český zpěvák a herec
- Martin Novák – více osob, rozcestník
- Martin Pecina – český politik
- Martin Pospíšil – český fotbalista
- Martin Pošta – český zpěvák a herec
- Martin Palouš – český diplomat
- Martin Rota – český youtuber
- Martin Ručinský – český hokejista
- Martin Růžek – český herec
- Martin Straka – český hokejista
- Martin Stráník – český sportovní lezec
- Martin Strnad – více osob, rozcestník
- Martin Stropnický – český herec, písničkář, ministr obrany, diplomat a divadelník
- Martin Štěpánek – český herec, novinář a politik
- Martin Štěpánek – český hokejista
- Martin Turnovský – český novinář
- Martin Zbrožek – český houslista, herec a moderátor
- Martin Zounar – český herec a moderátor

## Martin jako příjmení
Viz článek Martin (příjmení).

## Jiní Martinové
- Aston Martin – britská automobilka